# یواس‌اس آریزونا
یواس‌اس آریزونا (به انگلیسی: USS Arizona) نبردناوی در کلاس پنسیلوانیا بود که توسط نیروی دریایی ایالات متحده و برای به‌کارگیری در این نیرو در اواسط دههٔ ۱۹۱۰ میلادی ساخته‌شد. این نبردناو به افتخار آریزونا که به‌تازگی به‌عنوان چهل و هشتمین ایالت به ایالات متحده آمریکا پیوسته بود چنین نام‌گذاری شد.
علیرغم آغاز کار این کشتی در ۱۹۱۶ از آن در طول جنگ جهانی اول استفاده‌ای نشد. کمی پس از پایان جنگ، آریزونا یکی از چند کشتی‌ای بود که کشتی وودرو ویلسون، رئیس‌جمهور وقت آمریکا را تا کنفرانس صلح پاریس اسکورت نمود. پس از آن آریزونا در سال ۱۹۱۹ و در آغاز جنگ ترکیه و یونان برای حفظ منافع آمریکا به ترکیه فرستاده‌شد و چند ماه در آنجا باقی‌ماند. چند سال بعد این نبردناو به ناوگان پاسیفیک در اقیانوس آرام منتقل شد و تا پایان دوران خدمتش در این ناوگان ماند.
یواس‌اس آریزونا در فاصلهٔ ۱۹۲۹ تا ۱۹۳۱ به‌طور جامع مورد نوسازی قرار گرفت اما از این نبردناو در فاصلهٔ بین دو جنگ جهانی به‌طور منظم برای مقاصد آموزشی استفاده می‌شد. در ۱۹۳۳ زلزله‌ای لانگ بیچ در کالیفرنیا را لرزاند و خدمهٔ یواس‌اس آریزونا به کمک بازماندگان رفتند. این نبردناو دو سال بعد در فیلمی از جیمز کاگنی با عنوان Here Comes the Navy که به مسائل عاشقانهٔ ملوانان می‌پرداخت مورد استفاده قرار گرفت. دو سال بعد آریزونا همراه با دیگر کشتی‌های ناوگان پاسیفیک از کالیفرنیا به پرل هاربر در هاوایی منتقل شد تا همچون نیرویی بازدارنده در برابر امپریالیسم ژاپن عمل کنند.
نیروی هوایی امپراتوری ژاپن در بامداد روز یکشنبه، ۷ دسامبر ۱۹۴۱ به پرل هاربر حمله و آنجا را بمباران نمود. در طی این حمله، یواس‌اس آریزونا همراه با دیگر ناوگان پاسیفیک مورد اصابت بمب قرار گرفت و سرانجام بر اثر برخورد بمبی در نزدیکی احتمالاً انبار مهماتش منفجر و غرق گردید. در این انفجار ۱٬۱۷۷ نفر از ۱۴۰۰ خدمه و افسران این نبردناو کشته‌شدند. میزان خسارت وارده به این نبردناو آنچنان زیاد بود که برخلاف دیگر کشتی‌های آسیب‌دیده در آن روز امکان بازسازی و استفادهٔ مجدد از آن وجود نداشت، هرچند نیروی دریایی بخش‌های قابل استفادهٔ کشتی غرق‌شده را برای استفادهٔ دوباره از آن جدا ساخت.
لاشهٔ نبردناو یواس‌اس آریزونا هنوز هم در کف پرل هاربر قرار دارد و به‌منظور گرامی‌داشت یاد کشته‌شدگان آن، بنای یادبود یواس‌اس آریزونا بر بالای بدنهٔ کشتی غرق‌شده ساخته و در افتتاحیهٔ آن در روز یادبود در ۳۰ مهٔ ۱۹۶۲، به تمامی کسانی که در این نبرد کشته‌شدند تقدیم گردید.